# Шоу Мэри Тайлер Мур
«Шоу Мэри Тайлер Мур» (англ. The Mary Tyler Moore Show, или просто Мэри Тайлер Мур) — популярный американский комедийный телесериал с Мэри Тайлер Мур в роли Мэри Ричардс, одинокой женщины за тридцать, работающей на телестанции в Миннеаполисе. Сериал выходил в эфир на канале CBS с 1970 по 1977 год. Шоу стало первым в истории телевидения, где главную роль исполняла независимая женщина за тридцать. Главная героиня кардинально отличалась от других одиноких женщин на ТВ тем, что не была ни вдовствующей, ни разведённой, ни ищущей мужа.
«Шоу Мэри Тайлер Мур» также считается одной из самых известных телевизионных программ когда-либо созданных в истории американского телевидения. Шоу получало высокие оценки от критиков, а также выиграло 29 премий «Эмми» (в том числе 3 в категории «Лучший комедийный сериал»: с 1975 по 1977 год) и 3 «Золотых глобуса» за актёрские работы.
Сериал породил три спин-оффа, заглавными героями которых стали второстепенные персонажи оригинального шоу — «Рода» (1974—1978), «Филлис» (1975—1977) и «Лу Грант» (1977—1982).
В 1998 году Entertainment Weekly поместил шоу на первое место в списке «100 величайших телешоу всех времен». В 2003 году USA Today назвал шоу «Одним из лучших, когда-либо транслировавшихся на телевидении». В 2002 году TV Guide поместил шоу на одиннадцатое место в списке «50 величайших телешоу всех времен». Шоу также входит в ещё несколько десятков различных списков. Шоу Мэри Тайлер Мур также считается одним из самых повлиявших на историю современного телевидения шоу.
Мэри Тайлер Мур также стала одной из первых женщин, которая сама производила телешоу и фильмы, открыв в 1969 году собственную компанию «MTM Enterprises», названную в честь себя.

## В ролях
- Мэри Тайлер Мур — Мэри Ричардс
- Эдвард Аснер — Лу Грант
- Валери Харпер — Рода Моргенштерн
- Гэвин Маклауд — Мюррей Слоутер
- Тед Найт — Тед Бакстер
- Джорджия Энджел — Жоржетт Франклин
- Бетти Уайт — Сью Энн Нивенс
- Клорис Личмен — Филлис Линдстром